# Ferdinand Friedrich von Nicolai
Ferdinand Friedrich von Nicolai (* 20. Oktober 1730 in Cannstatt; † 14. Mai 1814 in Ludwigsburg) war ein württembergischer Generalmajor und Militärschriftsteller.

## Leben
Ferdinand Friedrich war das dritte von vier Kindern des Cannstatter Bürgermeisters Johann Christoph Nicolai (1683–1753) und dessen zweiter Frau Regina Rosina, geborener Spittler (1707–1745). Nicolais aus Thüringen stammender Großvater Johann Michael Nicolai war 30 Jahre lang Musicus in der herzoglichen Hofkapelle in Stuttgart. Nicolai besuchte zunächst die Lateinschule in Cannstatt und wechselte dann auf das Gymnasium in Stuttgart. Seit 1746 studierte er an der Universität Tübingen Rechtswissenschaften. 1751 promovierte er mit einer Arbeit zu einer aktuellen Frage des Kriegsrechts. Während einer Reise ins Königreich Preußen und später nach Wien fasste Nicolai seine Neigung für den Militärdienst und trat am 31. Januar 1756 als Fähnrich in die württembergische Artillerie ein.
Seit 27. März 1757 befand sich Nicolai als Leutnant im Leibregiment zu Fuß und machte, meist im Generalstab, in welchen er am 2. Januar 1759 als Hauptmann und Flügeladjutant versetzt worden war, den Siebenjährigen Krieg mit. Die Artillerie und der Generalstab blieben auch nach dem Krieg Schwerpunkte seiner dienstlichen Tätigkeit. Am 1. Oktober 1774 wurde er Kommandeur des neu aufgestellten Artillerieregiments. Dabei beklagte er in seinen Schriften zur Militärkunde die mangelnde Manövrierfähigkeit der damaligen Artillerie und das Fehlen einer bleibenden Bespannung. Nachdem das Artillerieregiment 1790 aufgelöst worden war, wurde Nicolai, der seit 1786 General war, am 3. Februar 1794 Präsident des Kriegsratskollegiums und von 1801 bis 1803 als Gesandter an den Hof nach St. Petersburger beordert. Am 7. Mai 1803 erfolgte seine Ernennung zum Staats- und Kriegsminister mit dem Range eines Generalfeldzeugmeisters. Als Württemberg dem Rheinbund beigetreten war und die Württembergische Armee eine vollständige Umgestaltung erfuhr, trat Nicolai am 12. Februar 1806 in den Ruhestand.
Die umfangreiche, 155-bändige Klebeband-Sammlung Nicolais (so genannte Sammlung Nicolai) wurde 1786 von Herzog Carl Eugen für die Königliche öffentliche Bibliothek, die heutige Württembergische Landesbibliothek in Stuttgart erworben. Dort befindet sich die Sammlung noch heute.
Er heiratete im Jahr 1764 Dorothea Christiane von Donop, eine Tochter des Clamor Johann Georg von Donop († 1752). Später war er verheiratet mit Luise, geb. Vischer.

## Ehrungen
- 1800: Großkreuz des württembergischen Militärverdienstordens[2]
- 1801: Preußischer Roter Adlerorden[3]

## Veröffentlichungen
- De munere et immunitate metatorum militarium electa quaedam. Litteris Erhardtianis, Tübingen 1751 (Digitalisat).
- Abhandlung von der Kriegszucht und von den Kriegsübungen. Johann Thomas Trattner, Wien und Prag 1756 (Digitalisat).
- Hauptgründe der Befestigungskunst. Breitkopf, Leipzig 1753 (Digitalisat).
- Essai d'architecture militaire. Berlin 1755 (Digitalisat).
- Nachrichten von alten und neuen Kriegsbüchern, welche den Feld- und Festungs-Krieg entweder abhandeln oder erläutern: nebst einer kurzen Beurtheilung derselben. Cotta, Stuttgart 1765 (Digitalisat).
- Versuch eines Grundrisses zur Bildung des Offiziers. Stettin, Ulm 1775.
- Die Anordnung einer gemeinsamen Kriegsschule für alle Waffen. Mezler Stuttgart 1781 (Digitalisat).